# Ebraismo della Torah Unito
Ebraismo della Torah Unito (in lingua ebraica יַהֲדוּת הַתּוֹרָה הַמְאוּחֶדֶת, traslitterato: Yahadut HaTora HaMeuhedet) è un'alleanza di due partiti politici che rappresentano gli interessi degli ebrei haredim aschenaziti alla Knesset: Agudat Yisrael e Degel HaTorah.

## Storia
Nel 2004 Degel HaTorah e Agudat Yisrael si separano per via di un disaccordo sull'ingresso nel governo di Ariel Sharon.
Nel 2006 i due partiti trovano un nuovo accordo per le elezioni della diciassettesima Knesset, presentando una lista dal nome Torah and Shabbat Judaism.
Dalle elezioni del 2009, l'alleanza tra i due partiti ha assunto stabilmente il nome di Ebraismo della Torah Unito.
Nel 2009 entra a far parte del secondo governo Netanyahu, dal 2009 al 2013. Successivamente partecipa anche ai governi Netanyahu IV e Netanyahu V.
Nell'aprile 2019 ottiene 8 seggi alla Knesset, il suo massimo storico.

## Risultati elettorali
| Elezioni       | Leader                | Voti    | %         | +/-  | Seggi   | +/-     |
| -------------- | --------------------- | ------- | --------- | ---- | ------- | ------- |
| 1992           | Avraham Yosef Shapira | 86,167  | 3,29 (#7) | 2,3  | 4 / 120 | 3       |
| 1996           | Meir Porush           | 98,657  | 3,23 (#8) | 0,06 | 4 / 120 | Stabile |
| 1999           | Meir Porush           | 125,741 | 3,8 (#9)  | 0,57 | 5 / 120 | 1       |
| 2003           | Yaakov Litzman        | 135,087 | 4,29 (#8) | 0,49 | 5 / 120 | Stabile |
| 2006           | Yaakov Litzman        | 147,091 | 4,69 (#8) | 0,4  | 6 / 120 | 1       |
| 2009           | Yaakov Litzman        | 147,954 | 4,39 (#6) | 0,3  | 5 / 120 | 1       |
| 2013           | Yaakov Litzman        | 195,892 | 5,16 (#6) | 0,77 | 7 / 120 | 2       |
| 2015           | Yaakov Litzman        | 195,892 | 4,99 (#9) | 0,17 | 6 / 120 | 1       |
| Aprile 2019    | Yaakov Litzman        | 249,049 | 5,78 (#4) | 0,79 | 8 / 120 | 2       |
| Settembre 2019 | Yaakov Litzman        | 268,688 | 6,06 (#6) | 0,28 | 7 / 120 | 1       |
| 2020           | Yaakov Litzman        | 274,437 | 5,98 (#5) | 0,08 | 7 / 120 | Stabile |
| 2021           | Moshe Gafni           | 248,391 | 5,63 (#7) | 0,35 | 7 / 120 | Stabile |
| 2022           | Yitzhak Goldknopf     | 280,125 | 5,88 (#6) | 0,25 | 7 / 120 | Stabile |